# Bellerophon (Gattung)
 Bellerophon  ist eine Gattung ausgestorbener Schnecken aus dem Paläozoikum und der frühen Untertrias von Mitteleuropa und weiterer Erdteile. Diese Gattung früher meeresbewohnender Weichtiere (Mollusca) ist nach der Sagengestalt Bellerophon aus der griechischen Mythologie benannt.

## Merkmale
Das Gehäuse von Bellerophon ist spiralig eingerollt, der Durchmesser der Gehäuseöffnung nimmt von innen nach außen rasch zu. Das Gehäuse ist in einer Ebene aufgerollt, bildet also nicht wie bei vielen rezenten Schneckenarten eine Spitze (Apex). Die Oberfläche des Gehäuses ist glatt, es sind nur die einzelnen Wachstumslinien zu erkennen. Das Schneckenhaus ähnelt äußerlich dem Gehäuse der Perlboote (Nautiloideen), die jedoch zu den Kopffüßern gehören und innen mit Kammern versehene Gehäuse besitzen.
Die Gehäuse von Bellerophon können bis zu 50 Zentimeter groß sein. Auf der Außenseite lässt sich oft eine Markierung feststellen, die das Gehäuse in eine obere und eine untere Hälfte teilt. Es wird daher vermutet, dass ein Teil des Mantels und des Fußes der Schnecke den unteren Teil des Gehäuses bedeckt haben.
Linsley vermutet, dass sich diese Schnecken relativ schnell fortbewegen konnten und sich bei Gefahr vollständig ins Gehäuse zurückzogen.

## Verbreitung
Die Gattung ist weltweit aus paläozoischen Schichten seit dem späten Kambrium (Furongium) bekannt. Die meisten Arten sind aus dem Zeitraum zwischen mittlerem Ordovizium und Ende des Silurs gefunden worden. Bellerophon ist in der frühen Trias ausgestorben. Arten, die sich über die Grenze zwischen Paläozoikum und Mesozoikum hinweg erhalten haben, können zur Erforschung des Massenaussterbens am Ende des Perms herangezogen werden.

## Systematik
Obwohl Bellerophon von der Mehrzahl der Paläontologen als urtümliche Schnecke betrachtet wird, gibt es einige Wissenschaftler, die eine ursprünglichere Molluskengruppe hinter dieser Gattung vermuten. Die Gattung Bellerophon soll jedoch bereits einen gedrehten Eingeweidesack wie die übrigen Gruppen der Schnecken gehabt haben. Aus der Symmetrie ihres Gehäuses kann gefolgert werden, dass die meisten Organe noch bilateralsymmetrisch angelegt waren.

## Arten (Auswahl)
- B. vasulites Montfort, Typusexemplar aus dem Mittleren Devon Deutschlands
- B. graphicus Moore, aus dem Oberkarbon (Pennsylvanium) in Kansas
- B. regularis (Waagen), aus dem Perm Indiens